# 2991 Bilbo
2991 Bilbo (1982 HV) là một tiểu hành tinh vành đai chính được phát hiện ngày 21 tháng 4 năm 1982 bởi Watt, M. ở Flagstaff (AM).